# Linda Jozefowski
Linda Jozefowski (* 1982 in Lugano) ist eine Schweizer Jazzmusikerin (Flöte, Komposition).

## Leben und Wirken
Jozefowski, deren Familie aus Polen stammt, erhielt, seitdem sie sechs Jahre alt war, klassischen Klavierunterricht. Mit 15 Jahren begann sie, autodidaktisch Querflöte zu spielen, und schrieb sich später in der Scuola di Musica Moderna in Lugano ein, wo sie Jazz-Workshops und Improvisationskurse bei Gabriele Comeglio besuchte. 2004 wurde sie an der EJMA in Lausanne in der Abteilung Professional aufgenommen. Seit 2006 studierte sie am Conservatoire de Lausanne (HEM), an dem sie 2011 den Master erwarb. Sie nahm weiterhin Unterricht bei Günther Wehinger (Basel), Jamie Baum (New York) und Nicola Stilo (Paris). 2009/2010 war sie für ein zweimonatiges Studium in Indien, wo sie das südindische Konnakolsystem bei Rama Mohar Rao und Shantala Subramanian in Madras und zudem Bansuri bei Himanshu Nanda in Bombay studierte.
Bereits zu Ende ihres Studiums spielte sie u. a. mit François Lindemann (Friends, TCB 2011). Mit dem Vibraphonisten Jean-Lou Treboux, dem Bassisten Charly Vilmart und dem Schlagzeuger Maxence Sibille nahm sie ihr Debütalbum For My Dead Folks (2011) für Unit Records auf. Anfang 2023 legte sie ihr zweites Album Focus Natural (Unit) vor, eingespielt mit Domenic Landolf, Malcolm Braff, Marion Ruault (Kontrabass) und Diego Piñera, eine Mischung aus modernen Jazzkompositionen der Schlagzeugerin und afrikanisch inspirierten Grooves. 2013 trat sie beim Festival Madajazzcar auf. Ferner arbeitete sie mit Kenneth Dahl Knudsen, Marcel Krömker, Nicholas Pax oder Antonello Marafioti und war auch an Produktionen von Elbee Bad und Tikogo beteiligt. Sie lebt nicht nur in der Metropolregion Berlin/Brandenburg, wo sie an verschiedenen Musikschulen Flöte und Piano unterrichtet, sondern auch in Lugano und Basel.